# Julian Brazier
Julian William Hendy Brazier, född 24 juli 1953 är en brittisk parlamentsledamot för Konservativa partiet. Han representerade valkretsen Canterbury i underhuset från valet 1987 till valet 2017. Han är skuggminister för internationella frågor.
I februari 2002 blev han dömd i en italiensk domstol för att ha vållat en dödsolycka genom att köra på fel sida av vägen.